# Thomas Wolsey
Thomas Wolsey (Ipswich, h. 1471-Leicester, 29 de noviembre de 1530) fue un arzobispo inglés y cardenal de la Iglesia católica además de Lord Canciller del Reino de Inglaterra. 
Al ascender Enrique VIII al trono de Inglaterra en 1509, Wolsey se convirtió en el capellán del rey. Fue prosperando con el tiempo, hasta llegar a controlar virtualmente todos los asuntos de Estado y ser extremadamente poderoso dentro de la Iglesia. El cargo político más importante que llegó a asumir fue el de Lord Canciller, consejero del rey, con el que logró tal grado de libertad de actuación que a menudo fue considerado como alter Rex (otro rey). En el plano eclesiástico fue nombrado Arzobispo de York, la segunda sede episcopal más importante de Inglaterra, y cardenal en 1515, lo que le dio una importancia incluso superior a la del Arzobispo de Canterbury, la primera autoridad eclesiástica de Inglaterra. Su principal legado nos llega de su interés por la arquitectura, destacando en particular su antigua residencia del palacio de Hampton Court, en Londres.

## Biografía
Thomas Wolsey nació alrededor de 1471, siendo hijo de Robert Wolsey, de Ipswich, y su mujer Joan Daundy. Se cree que su padre era carnicero y tratante de ganado, y hay fuentes que indican que murió en la batalla de Bosworth. Otros piensan que fue un respetado y rico mercader de telas, y que la historia del carnicero quizá fue inventada para degradar a Wolsey y ver como poco a poco fue ascendiendo de estatus social.
Thomas Wolsey se formó académicamente en el Ipswich School y en el Magdalen College School, Oxford. Más tarde, estudió teología en el Magdalen College de la Universidad de Oxford, orientando su formación hacia el sacerdocio. Fue ordenado sacerdote el 10 de marzo de 1498 en Marlborough, condado de Wiltshire, y se estableció en Oxford como director del Magdalen College School. Entre 1500 y 1509 estuvo sirviendo como sacerdote en la parroquia de Saint Mary, Limington, condado de Somerset. En 1502 se convirtió en capellán de Enrique Deane, arzobispo de Canterbury, que falleció al año siguiente. Más tarde pasó a ser el albacea testamentario de Sir Richard Nanfan. Tras su muerte en 1507, Wolsey pasó al servicio del rey Enrique VII.
Su fuerte carisma personal y su superdotada inteligencia le permitieron ascender con rapidez y con el beneplácito de la jerarquía católica. Su prestigio llegó a la Corte, donde el rey Enrique VII lo nombró capellán personal en 1507. Ocupó al mismo tiempo el cargo de secretario de Richard Fox, obispo y Lord Privy Seal (similar al cargo de Notario Mayor del Reino), quien reconoció la dedicación y habilidad innata de Wolsey, así como su trabajo y voluntad para llevar a cabo tareas difíciles. Cabe decir que también corrieron a favor del ascenso de Wolsey las medidas que el rey había introducido para favorecer la promoción profesional de personas de origen humilde, en detrimento de las clásicas ventajas que recibía la nobleza. Aun así, no hay que olvidar que el aumento de poder que recibió Thomas Wolsey se debió principalmente a su elevado nivel de inteligencia y organización, su naturaleza incansable y trabajadora, su ambición de poder, y su excelente comunicación con el rey.
Con el ascenso al poder de Enrique VIII en 1509, Wolsey se incorporó al entorno real, siendo nombrado ese mismo año limosnero del rey, cargo que le dio acceso al Privy Council (consejo privado del rey) como consejero en 1511. Wolsey aprovechó esta oportunidad para promocionarse y establecer nuevos lazos con el monarca. Un factor decisivo para explicar el aumento de poder de Wolsey bajo el reinado de Enrique VIII fue el poco interés que demostró el monarca en los asuntos de Estado durante los primeros años de su reinado.

### Influencia política
Los consejos básicos que Enrique VIII recibió de su padre, del obispo Fox y de William Warham, arzobispo de Canterbury, fueron cautos y muy conservadores, aconsejándole ser un buen administrador como lo fue su padre. Sin embargo, Enrique VIII quiso rodearse en su Privy Council de las personas más cercanas a su manera de pensar. De esta forma, Thomas Wolsey, hasta 1511 un ferviente antibelicista, pasó a apoyar incondicionalmente la decisión del rey de invadir Francia, permitiéndose incluso aconsejar al monarca sobre la forma de hacerlo. Richard Fox y William Warham, que decidieron no apoyar esta iniciativa, perdieron el favor real mientras que Wolsey se convirtió en el consejero y administrador más fiel del rey. Sus tareas se orientaron cada vez más al terreno de la política, en especial a las relaciones internacionales por tener unas grandes dotes diplomáticas. Thomas Wolsey asumió de manos de Enrique VIII el cargo de Lord Canciller en 1515, tras la renuncia de William Warham a seguir en el mismo, probablemente presionado por el rey y el mismo Wolsey. 
Thomas Wolsey se cuidó de destruir o neutralizar la influencia de otros consejeros y cortesanos. Se le culpó de estar detrás de la caída de Edward Stafford, tercer duque de Buckingham, en 1521, y del proceso por adulterio abierto contra el mejor amigo del rey, William Compton, y la antigua amante del monarca, Anne Stafford, condesa de Huntingdon, en 1527. Sin embargo, Wolsey medió a favor de Carlos Brandon, primer duque de Suffolk, en el caso de su matrimonio secreto con Maria Tudor, reina viuda de Francia y hermana de Enrique VIII. El rey se mostró en contra del enlace y quiso ejecutar a los recién casados, pero Wolsey le convenció de perdonarlos.

### Influencia eclesiástica
Wolsey fue nombrado canónigo de Windsor, condado de Berkshire, en 1511, el mismo año que se convirtió en miembro del Privy Council. En 1514 recibió el obispado de Lincoln y, debido a su papel en conseguir la paz con Francia ese mismo año, también fue nombrado arzobispo de York. Por todos estos logros, el papa León X lo elevó a cardenal en 1515. Finalmente, en 1523 recibió el nombramiento como príncipe-obispo de Durham, condado de Durham.

## Política exterior

### Guerra con Francia
La guerra mantenida con Francia entre 1512 y 1514 fue la mejor oportunidad de Wolsey para demostrar su talento como diplomático. En 1511, el Papa Julio II, sintiéndose amenazado por Francia, emitió una petición de ayuda que se convirtió en el detonante de la guerra. Inglaterra formó una alianza con el Papa, Fernando el Católico de España y Maximiliano I de Habsburgo, emperador del Sacro Imperio Romano Germánico, contra Luis XII de Francia.
La primera campaña contra Francia no fue un éxito, en parte debido a la falta de entendimiento con el monarca español. Wolsey aprendió de estos errores y en 1513 lanzó un ataque conjunto contra Francia, capturando dos ciudades francesas y logrando la retirada del ejército galo. El principal factor de este éxito fue la idea de Wolsey de suministrar constantemente un gran número de tropas bien equipadas durante toda la duración de la contienda. Wolsey asumió un papel clave en la negociación del tratado de paz anglo-francés de 1514, que aseguraba la paz temporal entre los dos países. A través de este tratado, Luis XII contraería matrimonio con la hermana menor de Enrique VIII, María Tudor. A cambio, Inglaterra mantendría la posesión de la ciudad capturada de Tournai y conseguiría de Francia un incremento de su pago anual.
Mientras tanto, los gobernantes europeos planeaban disminuir el poder de Inglaterra. La paz con Francia en 1514 había supuesto un verdadero éxito para Wolsey y Enrique VIII. Se había creado una fuerte alianza con el matrimonio entre la hermana del rey, María Tudor, y Luis XII. Sin embargo, el monarca francés no gozaba de buena salud, y falleció casi tres meses después del enlace, siendo sustituido en el trono por su yerno y primo, el joven y ambicioso Francisco I.
Al parecer, la reina María había logrado conseguir una promesa de su hermano Enrique VIII de casarse con quien ella eligiese en caso de que Luis XII muriese. Tras la muerte del monarca francés, contrajo matrimonio secreto con Carlos Brandon, primer duque de Suffolk, bajo la atenta mirada de Francisco I, al que no le interesaba otra alianza matrimonial. Este nuevo matrimonio supuso un golpe duro para Enrique VIII, ya que pretendía utilizar a su única hermana como moneda de cambio para futuras alianzas. Wolsey le propuso entonces al rey una nueva alianza con España y el Sacro Imperio Romano Germánico contra Francia.

### Legado papal
La muerte de Fernando el Católico, suegro de Enrique VIII, fue un duro golpe al ser el mejor aliado de Inglaterra. Carlos I pasó a ocupar el trono español y comenzó a establecer contactos pacíficos con Francia. Tras la muerte de Maximiliano I de Habsburgo, emperador del Sacro Imperio Romano Germánico, en 1519, Carlos I ocupó su lugar con el nombre de Carlos V, llegando a tener bajo control una gran parte de Europa, con lo que la influencia de Inglaterra comenzó a disminuir.
Wolsey empezó a buscar otros medios para hacer valer la influencia de Inglaterra. El Papa León X, en 1517, llamó a la paz y unidad en Europa para crear una cruzada contra el Imperio Otomano. En 1518, Wolsey fue hecho legado papal en Inglaterra, lo que le permitió dirigir, por expreso deseo del Papa, los trabajos para lograr la paz en Europa, materializados ese mismo año en el Tratado de Londres. Este tratado convirtió a Wolsey en el árbitro conciliador de Europa, llegando a congregar bajo su firma a veinte naciones del Viejo Continente. Este acto volvió a situar a Inglaterra en el centro de la diplomacia europea y convirtió al país en un aliado preferente, como así se demostró dos días después, con la firma de un nuevo tratado de paz entre Inglaterra y Francia.
Este último tratado abrió una brecha en las relaciones entre Francia y España. Francisco I de Francia había invertido enormes sumas de dinero para asegurarse los votos necesarios para ser investido emperador, cargo que en 1519 fue finalmente a parar a Carlos I de España, lo que provocó la furia del monarca francés. Wolsey intervino entonces como mediador entre las dos potencias, que además competían por el apoyo inglés.

### El Campo de la Tela de Oro
Otro de los triunfos diplomáticos de Wolsey fue el encuentro del Campo de la tela de oro, en 1520. Se trató de un fastuoso encuentro entre Francisco I de Francia y Enrique VIII, ambos acompañados de sus respectivos séquitos, sumando cerca de cinco mil asistentes. Fue una oportunidad para acercar posturas pacíficas con Francia, pero también una oportunidad de mostrar el lujo, riqueza y poder de la Corte inglesa al resto del continente. Wolsey se encontró en una situación cómoda de poder elegir, entre España o Francia, al aliado perfecto para su política. Debido a la pérdida económica que Inglaterra hubiese sufrido en el comercio de telas con Holanda, Wolsey prefirió aliarse preferentemente con España antes que hacerlo con Francia.

### Alianza con España
El Tratado de Londres será siempre recordado como el mayor logro político de Wolsey, pese a romperse al año de estar vigente, debido al apoyo de Wolsey a Carlos I en su guerra contra Francia, en 1520, ignorando el tratado anglo-francés firmado en 1518. Igual de ambivalente fue la relación de Wolsey con la Santa Sede. A pesar de sus vínculos con el Papa, Wolsey fue un estricto servidor de Enrique VIII. Aunque el Tratado de Londres nació del deseo del Papa León X de lograr la paz en Europa, fue visto en Roma como un intento de Inglaterra de establecer su influencia en Europa a costa de quitarle poder al Papa. Además, las iniciativas diplomáticas de Wolsey evitaron una cruzada en Tierra Santa que el Papa llevaba tiempo buscando como forma de unir a Europa en un fin común.
El cardenal Lorenzo Campeggio, representante de la Santa Sede en el Tratado de Londres, fue retenido durante meses en Calais hasta que se le permitió cruzar el Canal de la Mancha para unirse a la celebración de la firma del tratado en Londres. De esta forma, Wolsey quería demostrar su independencia de Roma. Otras teorías afirman que Campeggio estuvo retenido hasta que Wolsey fue nombrado legado papal, pretendiendo con ello mostrarse él mismo como representante de Roma.
Sus acciones cerca de Francisco I de Francia para favorecer el acercamiento de ambos países, lo combinó de manera que la hija de Enrique, la futura María I de Inglaterra, se casase con Carlos I de España (quien finalmente se casaría con Isabel de Portugal), tratando de lograr así una posición de privilegio en el escenario europeo para Inglaterra. El cardenal Wolsey usó sus grandes habilidades como hombre de estado y administrador principalmente manejando los asuntos exteriores de Inglaterra para Enrique VIII. 

### Anulación del matrimonio
El matrimonio de Enrique VIII con Catalina de Aragón no produjo hijos que sobrevivieran a la infancia; las Guerras de las Rosas todavía estaban en la memoria viva, lo que llevó al temor de una lucha por el poder después de la muerte de Enrique. Enrique sintió que la gente aceptaría solo a un soberano masculino, no a su hija María. Creía que Dios lo había maldecido por el pecado de casarse con la viuda de su hermano mayor, y que la dispensa papal para ese matrimonio no era válida porque se basaba en la afirmación de que Catalina aún era virgen después de la muerte de su primer marido. Enrique argumentó que la afirmación de Catalina no era creíble y, por lo tanto, se debe retirar la dispensa y anular el matrimonio. Su motivación se ha atribuido a su determinación de tener un hijo y heredero, y a su deseo de Ana Bolena, una de las damas de honor de su esposa. Catalina no tuvo más embarazos después de 1519; Enrique inició los procedimientos de divorcio en 1527.
Toda esta intensa labor política, de pleno agrado del monarca, empezó a tornarse más complicada cuando Wolsey, intrigando en las posibilidades matrimoniales del rey y en la validez de sus decisiones frente al papado —en lo que se denominó «la cuestión real»—, perdió el favor de Ana Bolena y, por lo tanto, de Enrique VIII que estaba decidido a desposarse con ella y divorciarse de Catalina de Aragón. Dadas las complejidades diplomáticas que planteaba el caso, Wolsey, temiendo el riesgo físico que correría si él mismo acordaba la nulidad, actuó lentamente frente a la petición real. Esta demora enojó al rey e hizo que Ana Bolena y sus amigos cortesanos lo consideraran un enemigo. No consiguió que Roma aceptase el divorcio de Enrique VIII y Catalina de Aragón. 
Catalina, sin embargo, sostuvo que era virgen cuando se casó con Enrique. Debido a que se opuso a la anulación y al regreso a su estado anterior como princesa viuda de Gales, la solicitud de anulación se convirtió en un asunto de diplomacia internacional, y el sobrino de Catalina, Carlos V, presionó a Clemente para que no anulara el matrimonio. Clemente se enfrentó a un dilema: enfadaría a Carlos o a Enrique. Retrasó su decisión el mayor tiempo posible, lo que enfureció a Enrique y Ana Bolena, quienes comenzaron a dudar de la lealtad de Wolsey a la Corona por encima de la Iglesia.
Wolsey apeló a Clemente por una anulación en tres frentes. Primero, trató de convencer al Papa de que la dispensa era nula ya que el matrimonio claramente desobedeció las instrucciones del libro de Levítico. En segundo lugar, Wolsey se opuso a la dispensa por motivos técnicos, alegando que estaba redactada incorrectamente. (Poco después, se encontró una versión redactada correctamente en España.) En tercer lugar, Wolsey quería que Clemente dejara que la decisión final se tomara en Inglaterra, la cual, como legado papal, supervisaría.
En 1528, Clemente decidió permitir que dos legados papales decidieran el resultado en Inglaterra: Wolsey y Campeggio. Wolsey confiaba en la decisión, pero Campeggio tardó mucho en llegar y, cuando finalmente lo hizo, retrasó tanto el proceso que el caso tuvo que suspenderse en julio de 1529, sellando efectivamente el destino de Wolsey.

## Caída y muerte

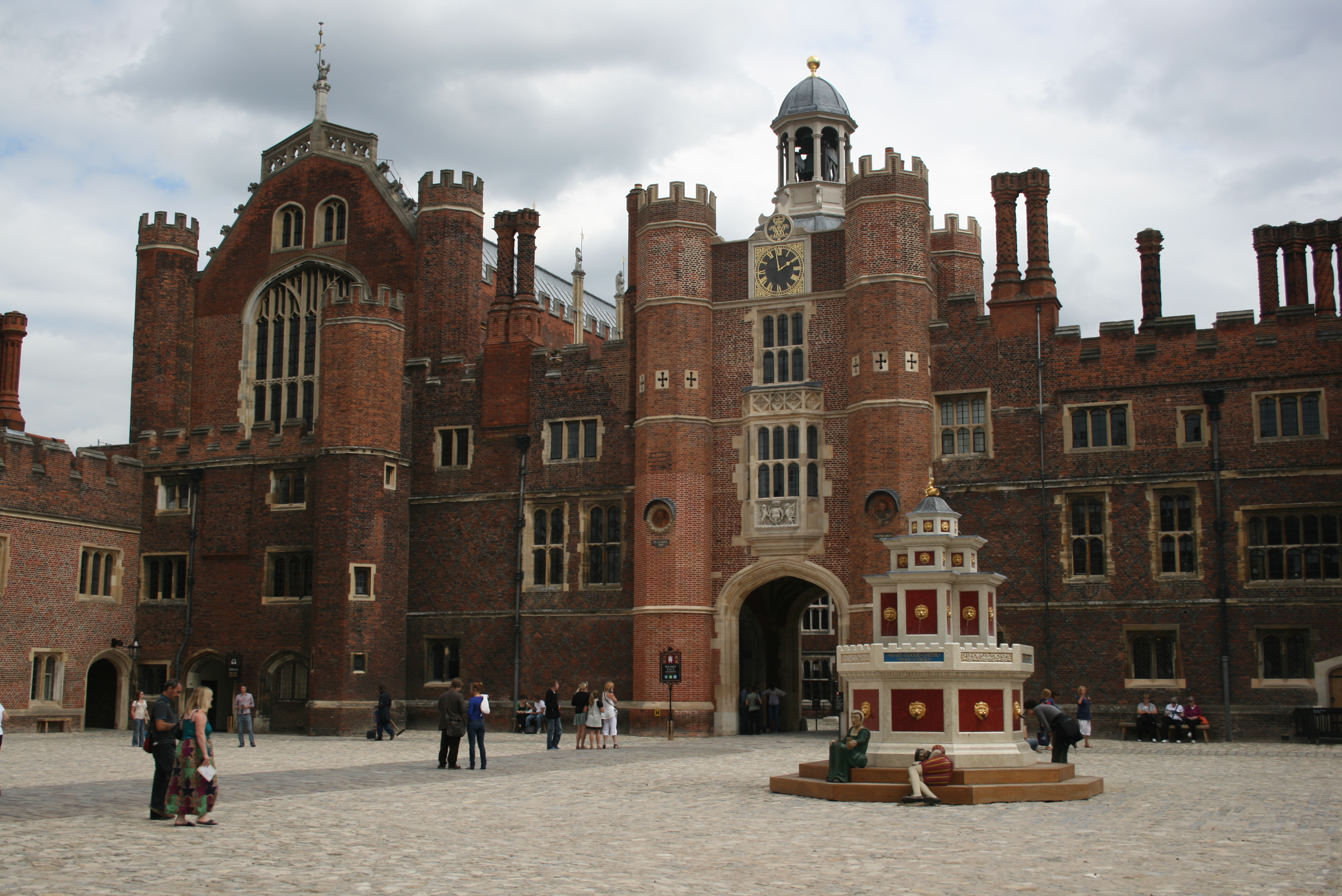
Palacio de Hampton Court.

A pesar de tener muchos enemigos, Wolsey mantuvo la confianza de Enrique VIII hasta que Enrique decidió solicitar la anulación de su matrimonio con Catalina de Aragón para poder casarse con Ana Bolena. Se rumoreaba que Ana Bolena y su facción convencieron a Enrique de que Wolsey estaba retrasando deliberadamente los procedimientos; como resultado, fue arrestado en 1529 y el Papa decidió que la decisión oficial debería tomarse en Roma, no en Inglaterra. El fracaso de Wolsey para asegurar la anulación causó directamente su caída y arresto. Rápidamente cayó en desgracia. Se le quitaron los cargos y las propiedades, incluyendo su magnífica residencia ampliada de York Place, que Enrique escogió en sustitución del Palacio de Westminster como su principal residencia en Londres. Sin embargo, a Wolsey se le permitió seguir siendo arzobispo de York. Viajó a Cawood en North Yorkshire. Pero poco después, fue acusado de traición y el Conde de Northumberland Enrique Percy le ordenó regresar a Londres. Gravemente perturbado, emprendió la vuelta a la capital con su capellán personal, Edmund Bonner. Wolsey enfermó y murió en el camino, en Leicester, el 29 de noviembre, alrededor de los 57 años. 

Justo antes de su muerte, supuestamente pronunció estas palabras:
Veo el asunto en mi contra cómo está enmarcado. Pero si yo hubiera servido a Dios tan diligentemente como he hecho al Rey, él no me habría entregado en mis canas.
De acuerdo con su práctica de erigir magníficos edificios en Hampton Court, Westminster y Oxford, Wolsey había planeado una magnífica tumba en Windsor por Benedetto da Rovezzano y Giovanni da Maiano, pero fue enterrado en la Abadía de Leicester (ahora Abbey Park) sin un monumento. Enrique VIII contempló usar el impresionante sarcófago negro para sí mismo, pero ahora yace Horatio Nelson en él, en la cripta de la Catedral de San Pablo. Enrique a menudo recibe crédito por el patrocinio artístico que pertenece propiamente a Wolsey.

## Vida personal
Thomas Wolsey a pesar de llevar una vida de clérigo vivió abiertamente en concubinato desde 1509 con una mujer llamada Joan Larke de la cual tuvo dos hijos ilegítimos: 
- Thomas Wynter nacido alrededor de 1510.
- Dorothy Clancey nacida alrededor de 1512.

La relación de Thomas con Joan se mantuvo estable durante diez años, sin embargo el rápido ascenso social de Thomas produjo que decidiera repudiar su relación.

## En la cultura popular

### Cine
| Año  | Película              | Director        | Actor          |
| ---- | --------------------- | --------------- | -------------- |
| 1966 | A Man for All Seasons | Fred Zinnemann  | Orson Welles   |
| 1969 | Ana de los mil días   | Charles Jarrott | Anthony Quayle |

### Series de televisión
| Año  | Película              | Director        | Actor          |
| ---- | --------------------- | --------------- | -------------- |
| 2007 | Los Tudor             | Michael Hirst   | Sam Neill      |
| 2015 | Carlos, Rey Emperador | Oriol Ferrer    | Blai Llopis    |
| 2015 | Wolf Hall             | Peter Kosminsky | Jonathan Pryce |
| 2017 | La Princesa Blanca    | Jamie Payne     | Mark Edel-Hunt |